# Remous (film, 1934)
Pour les articles homonymes, voir Remous.
Pour plus de détails, voir Fiche technique et Distribution.
Remous est un film français réalisé par Edmond T. Gréville, sorti en 1935.

## Synopsis
Jeanne Saint-Clair est partagée entre l'amour qu'elle éprouve pour son mari, très gravement handicapé à la suite d'un accident de la route, et le vif intérêt qu'elle ressent pour Robert Vanier, un rugbyman du Racing club de France plein de vitalité.

## Fiche technique
- Titre : Remous
- Réalisation : Edmond T. Gréville
- Scénario : Edmond T. Gréville et Kurt Alexander, d'après le roman A kiss in the dark de Peggy Thompson
- Dialogues : André Doderet[1]
- Photographie : Roger Hubert
- Décors : Pierre Schild
- Son : Robert Biart et Marcel Petiot
- Musique : A. de Sviroky et Pierre Sendrey
- Montage : Edmond T. Gréville
- Scripte : Françoise Giroud
- Société de production : H.O. Films
- Pays d'origine :  France
- Format : Noir et blanc - 35 mm - 1,37:1 - Mono
- Durée : 84 minutes
- Date de sortie : France, 15 mars 1935

## Distribution
- Jeanne Boitel : Jeanne Saint-Clair, l'épouse
- Jean Galland : Henry Saint-Clair, le mari
- Maurice Maillot : Robert Vanier, l'amant
- Françoise Rosay : Madame Gardane
- Diana Sari : Paulette, sa fille
- Robert Arnoux : Pierre
- Lyne Clevers : Mlle Lydia, la chanteuse
- Jean Kolb : le docteur